# 圣马可解救奴隶的奇迹
《圣马可解救奴隶的奇迹》 是意大利文艺复兴艺术家丁托列托的一幅布面油画，绘制于1548年，现藏于威尼斯学院美术馆。这幅画的是威尼斯的一个善会为圣马可大会堂而订制。
这幅画是威尼斯的主保圣人圣马可生平系列中的一幅，情节取自雅各布斯·德·佛拉金的黄金传说。
这幅画的主题取自雅格布·达·瓦拉泽的《黄金传说》中关于圣马可奇迹的一段话。
画面的上半部分，圣人从天而降,解救一名奴隶。 这奴隶赤身裸体地躺在地上，即将被主人刺瞎双眼并敲断四肢，只因他崇敬了圣人的遗物。圣马可摧毁了殉道工具（原本应该让他失明的尖锐器具和原本应该打断他双腿的锤子）。
丁托列托将焦点集中在圣人从天而降的身影上，以大胆的透视法描绘了他倒飞的姿态，手伸向奴隶的身体——这一细节在《黄金传说》中并未出现，但在圣马可大教堂长老会的长廊中，雅各布·桑索维诺雕刻的同一主题的青铜浅浮雕中却有所体现。画中人物的姿势和动作狂乱，传达了在场人们目睹奇迹时的情绪，而画面的焦点则集中在坐在右侧的主人惊讶的表情与在中央挥舞着破碎殉道工具的刽子手之间的对比上。
整个场景发生在东方。光线的源头来自三个方面：正面光线、圣马可的光环以及背景光。丁托列托本人将自己描绘成身着深色衣服、留着胡须的男子，旁边是位于画面左中角、头戴红色头巾的土耳其人。鲜艳的色彩和明暗对比凸显了人物雕塑般的活力和笔触的鲜活，笔触从密集到快速、模糊，勾勒出背景细节，强调了场景的戏剧性。
与《圣马可圣体失窃案》一样，该作品于 1815-16 年由朱塞佩·巴尔达西尼 (Giuseppe Baldassini) 和安东尼奥·弗洛里安 (Antonio Florian) 根据彼得罗·爱德华兹 (Pietro Edwards) 的指示进行了修复；这次干预实际上是一种篡改，实际上作品的尺寸被缩小了，一些图像元素也被修改了

从这幅画中可以看出丁托列托受到了两种影响：解剖学是米开朗基罗式的，而鲜艳而强烈的色彩，则是典型的威尼斯画派风格。